# Metrô São Paulo
Die Metrô São Paulo ist das U-Bahn-Netz der brasilianischen Stadt São Paulo. Die erste Linie wurde 1974 eröffnet. Derzeit (Dezember 2021) besteht das Netz aus sechs Linien, weitere sind im Bau. Die Linien 1, 2 und 3 sind mit der in Brasilien üblichen Spurweite von 1600 mm breitspurig, die Linien 4 und 5 regelspurig und die Linie 15 ist eine Einschienenbahn. Das Netz hat eine Gesamtlänge von 104,3 km (davon 14,6 km Einschienenbahn) und verfügt über 94 Stationen.
Sie gilt als eines der modernsten U-Bahn-Systeme Lateinamerikas und  mit 1,256 Milliarden Fahrgästen im Jahr 2024, als dasjenige, das in diesem Bereich die meisten Passagiere befördert.
Die Metrô São Paulo ist in das städtische Schienennetz der CPTM integriert, die über ein Gesamtnetz von über 300 km verfügt, was sie zum größten städtischen Schienenverkehrsnetz Lateinamerikas macht.

## Linien
| Linie            | Strecke                                      | Eröffnung          | Länge    | Stationen |
| ---------------- | -------------------------------------------- | ------------------ | -------- | --------- |
| Linie 1          | Tucuruvi – Jabaquara                         | 14. September 1974 | 020,2 km | 23        |
| Linie 2          | Vila Prudente – Vila Madalena                | 25. Januar 1991    | 014,7 km | 14        |
| Linie 3          | Corinthians-Itaquera – Palmeiras-Barra Funda | 10. März 1979      | 022,0 km | 18        |
| Linie 4          | Vila Sônia – Luz                             | 25. Mai 2010       | 012,9 km | 11        |
| Linie 5          | Capão Redondo – Chácara Klabin               | 20. Oktober 2002   | 019,9 km | 17        |
| Linie 15         | Vila Prudente – Jardim Colonial              | 30. August 2014    | 014,6 km | 11        |
| Stand: Juli 2022 | Stand: Juli 2022                             | Stand: Juli 2022   | 104,3 km | 94        |

### Nummerierung
Die Liniennummern 1 bis 6 sind der U-Bahn vorbehalten, die Nummern 7 bis 14 bezeichnen die Nahverkehrslinien der Companhia Paulista de Trens Metropolitanos (CPTM) und die 15 bis 18 sind für die Einschienenbahnlinien vorgesehen. Von dieser letzten Nummerngruppe ist 2022 die Nummer 16 für eine geplante Nahverkehrslinie der CPTM vergeben worden, die Nummer 18 ist durch die Aufgabe des Projektes der bronzenen Linie derzeit frei.

### Linie 1

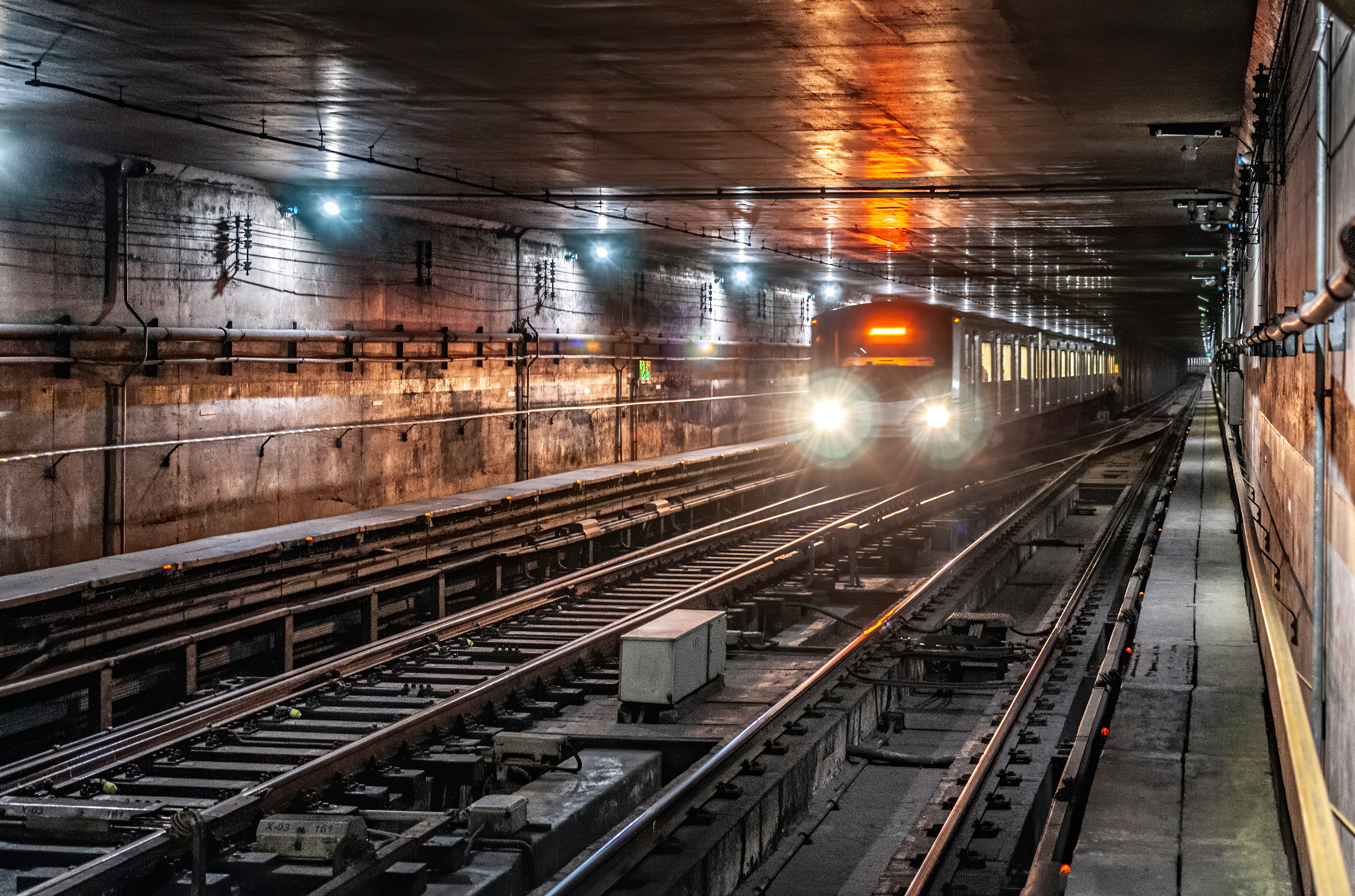
Zug der Linie 1

Die Linie 1 ist eine durchgängig zweigleisige Nord-Süd-Durchmesserlinie, bei der fünf im Norden liegende Stationen aufgeständert errichtet wurden, der Großteil der Strecke aber im Tunnel verläuft. Der einzige Betriebshof liegt ebenerdig am südlichen Linienende. Baubeginn war im Dezember 1968. Sie ging als erste in Betrieb, als am 14. September 1974 das südliche Teilstück von Jabaquara bis Vila Mariana eröffnet wurde. Dem folgte 1975 der zentrale Abschnitt bis Santana und 1998 wurde die Linie nördlich bis Tucuruví erweitert. Ein ursprünglich geplanter Abzweig von Paraíso nach Moema wurde nicht verwirklicht.

### Linie 2
Die Linie 2 wurde 1991 zwischen den Stationen Paraiso und Consolação in Betrieb genommen. 1992 kamen die Stationen Ana Rosa und Clínicas dazu. Im Jahr 1998 wurde die Linie bis Vila Madalena erweitert, im April 2006 folgte das kurze Stück bis Santos-Imigrantes und im Juni 2007 die Station Ipiranga. Der folgende Abschnitt mit drei Stationen sollte ursprünglich 2009 vollständig in Betrieb gehen. Er wurde dann aber erst 2010 im Januar bis Sacomã und im August bis Vila Prudente in Betrieb genommen. Im November wurde auch die dazwischen liegende Station Tamanduateí eröffnet. In Vila Prudente schließt seit Dezember 2014 die Linie 15 an, eine Einschienenbahn.

### Linie 3
Die Linie 3 ist eine durchgehend zweigleisige West-Ost-Durchmesserlinie, bei der nur fünf Stationen im Abschnitt Marechal Deodoro–Sé im Tunnel liegen. Anschließend folgt ein lange ebenerdige Strecke, bevor die letzte Station Corinthians-Itaquera in Hochlage erreicht wird. Ein ebenerdiges Zugdepot befindet sich auf halber Strecke nahe der Station Belém, der gleichfalls ebenerdig liegende Hauptbetriebshof befindet sich am östlichen Ende der Linie. Sie wurde 1979 mit einem ersten Teilstück zwischen Sé und Brás eröffnet. Bis Ende 1988 folgte der Ausbau bis zu den heutigen Endstationen Barra Funda und Itaquera-Corinthians. Die Linie gilt als fertiggestellt.

### Linie 4

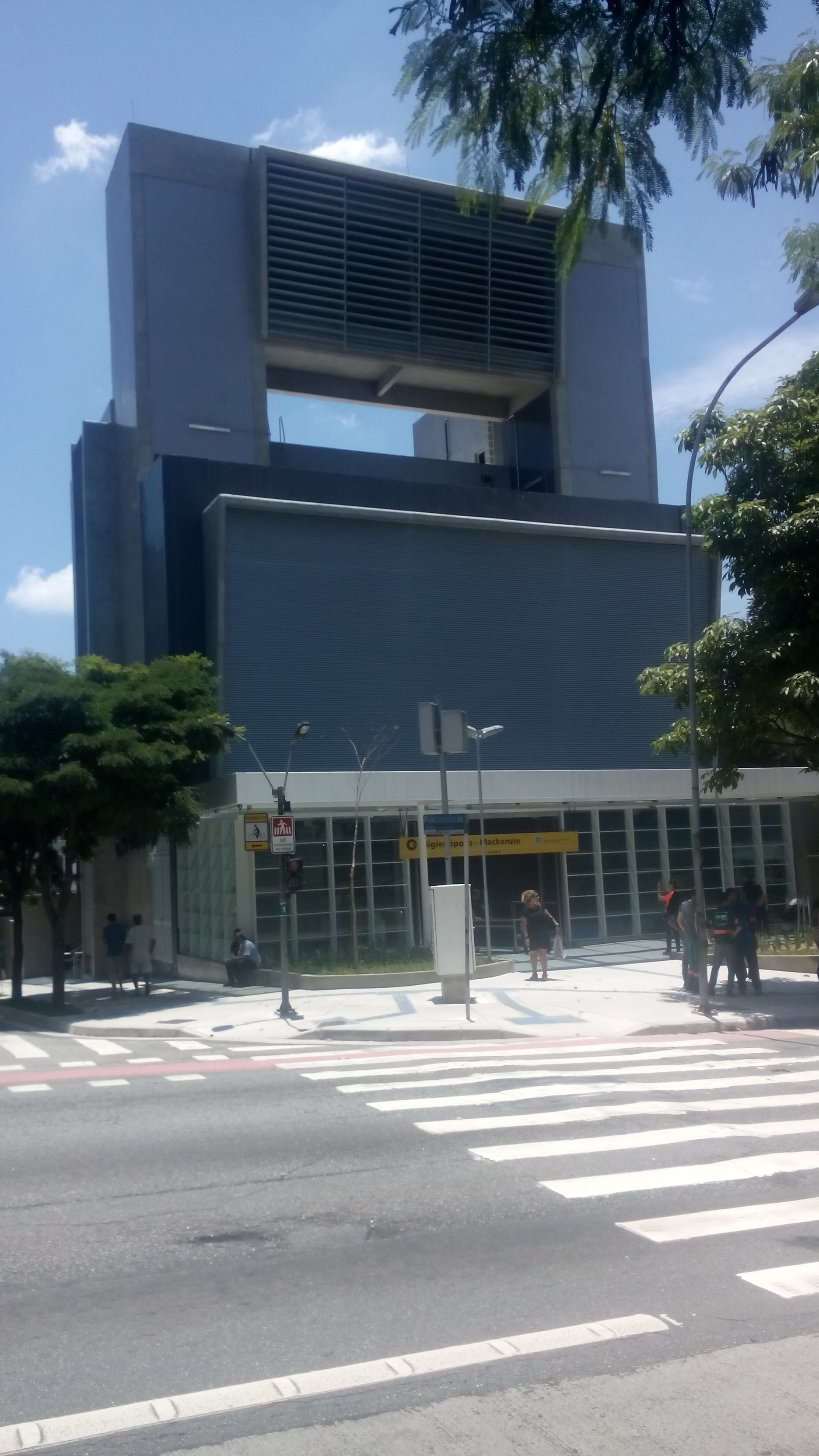
Ein Eingang der Station Higienópolis-Mackenzie

Baubeginn der Linie 4 war Ende 2004 und der erste Abschnitt wurde am 25. Mai 2010 eingeweiht. Zu Beginn waren nur die Stationen Paulista und Faria Lima fertig, und die Linie wurde lediglich montags bis freitags von 9 bis 15 Uhr betrieben. Im Jahr 2011 wurden auch die Stationen Butantã, Pinheiros, República und Luz sukzessive in Betrieb genommen. Auch die Betriebszeiten wurden nach und nach erweitert, und ab Oktober verkehrten die Züge täglich. Die restlichen fünf, Higienópolis, Oscar Freire, Fradique Coutinho, Morumbi und Vila Sônia, sollten bis 2012 fertiggestellt sein, was sich jedoch verzögerte. 2014 wurde dann lediglich Fradique Coutinho eröffnet und 2018 Higienópolis, Oscar Freire und Morumbi. Am 17. Dezember 2021 wurde die Strecke bis zum neuen Endpunkt Vila Sônia eröffnet. Eine Weiterführung bis zur Stadt Taboão da Serra ist zwar seit langem vorgesehen, aber bis jetzt ohne konkrete Planung.
Diese Linie wird von der privaten Gesellschaft ViaQuatro, einer Tochtergesellschaft der Companhia de Concessões Rodoviárias, betrieben.

### Linie 5

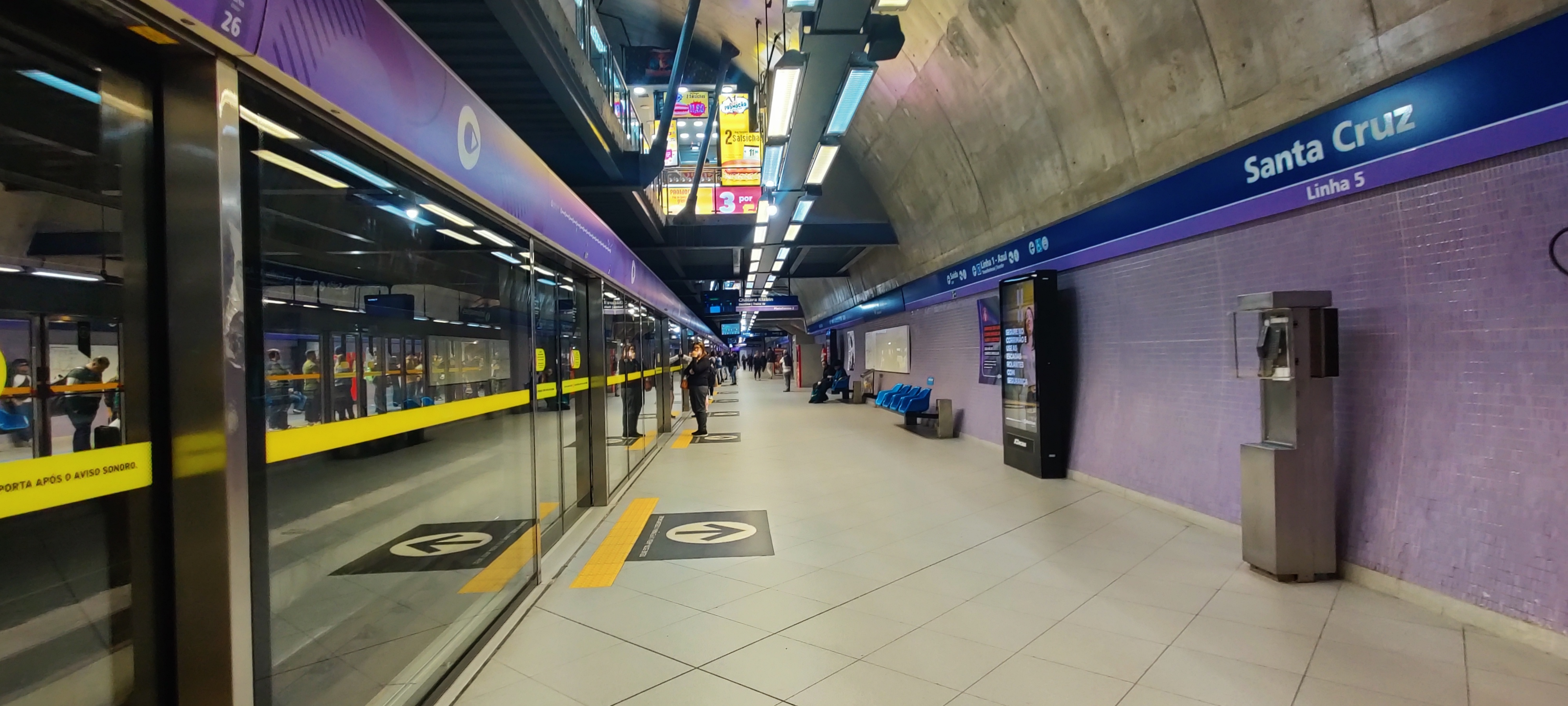
U-Bahnhof Santa Cruz

Die Linie 5 führt von Südwesten kommend durchgehend zweigleisig bis an den südlichen Innenstadtrand. Die Strecke mit den ersten fünf Stationen bis einschließlich Santo Amaro verläuft als Hochbahn, die beiden Betriebshöfe in diesem Abschnitt liegen ebenerdig. Largo Treze ist die erste Tunnelstation, ab dort verläuft die Linie ausschließlich unterirdisch. Der erste Abschnitt Capão Redondo–Largo Treze wurde im Jahr 2002 in Betrieb genommen und mit der Eröffnung der drei Stationen Hospital São Paulo, Santa Cruz und Chácara Klabin am 28. September 2018 vollendet. Damit hat sie jetzt Anschluss an die Linien 1 (Santa Cruz) und 2 (Chácara Klabin). Die Station Campo Belo, die zukünftig eine Verbindung zur Linie 17 herstellen soll, wurde am 8. April 2019 eingeweiht und nahm am 13. ihren vollen Betrieb auf.

### Linie 15

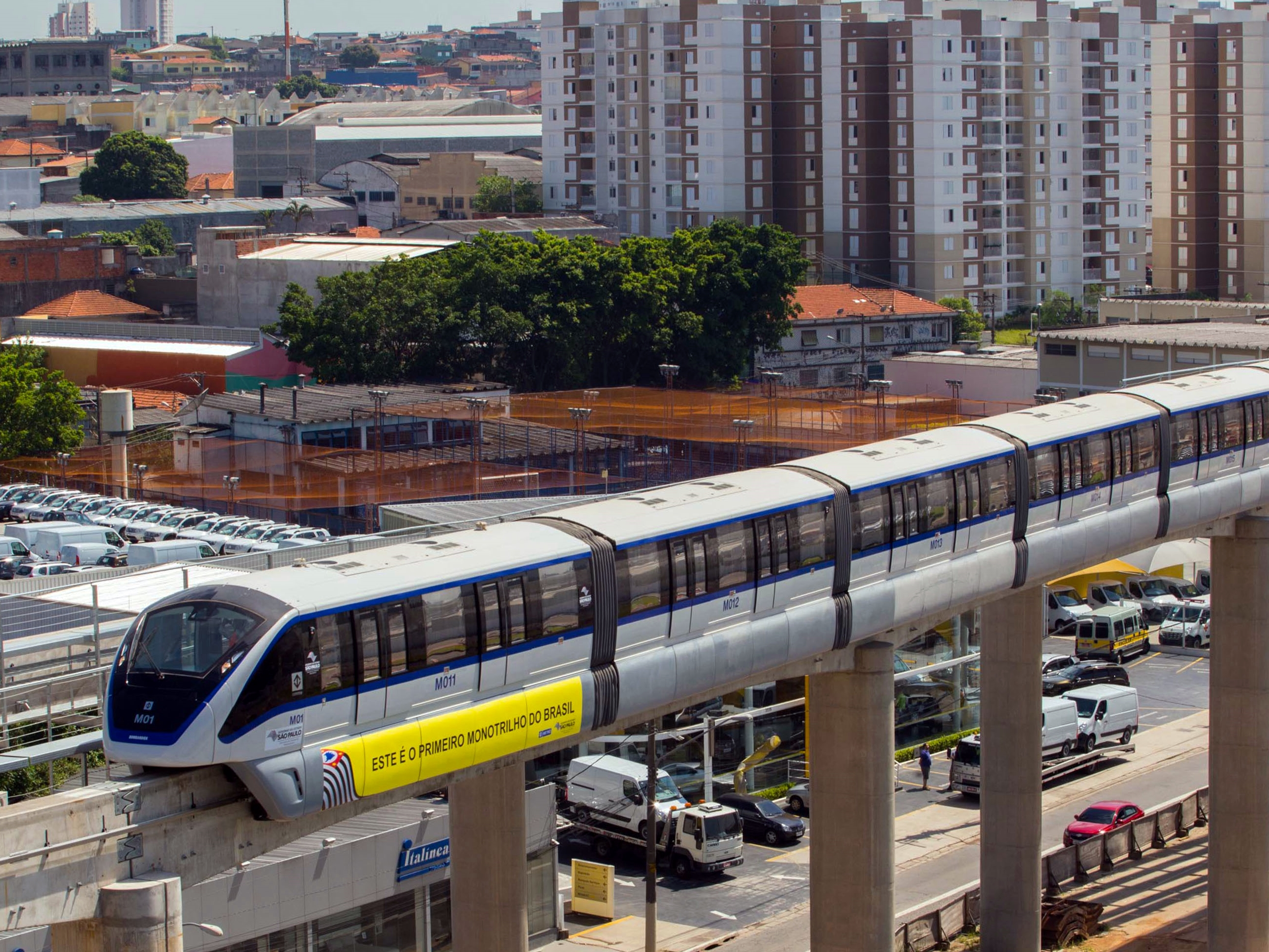
Linie 15 – die erste Einschienenbahn Brasiliens

Die Linie 15 ist eine Einschienenbahn und seit dem 30. August 2014 in Betrieb. Allerdings war die erste Teilstrecke nur 2,6 km lang, mit lediglich den zwei Stationen Vila Prudente und Oratório. Eine erste Verlängerung wurde 2018 mit den Stationen São Lucas, Camilo Haddad, Vila Tolstói nach Vila União in Betrieb genommen. Zwei weitere Teilstücke kamen 2019 dazu, im August bis Jardim Planalto sowie im Dezember über Jardim Planalto, Sapopemba und Fazenda da Juta bis São Mateus. Ursprünglich sollte das bereits im Juni 2018 geschehen. Am 29. Dezember 2021 wurde dann die Verlängerung bis Jardim Colonial eröffnet.
Im Endausbau – ursprünglich für 2021 vorgesehen – sollte die Linie eine Länge von 26,6 km haben und Ipiranga mit der Station Hospital Cidade Tiradentes verbinden.

### Anbindung an das weitere Bahn- und Busnetz
Das U-Bahn-Netz ist an vielen Stellen mit dem Netz der CPTM verbunden, die wie eine S-Bahn betrieben wird. Im Süden schließt sich das Busnetz der EMTU an. Dessen Fahrzeuge verkehren zum Teil als Oberleitungsbusse auf eigenen Busstraßen. Die Linie 9 (Osasco–Grajaú) von CPTM gilt als eine an der Oberfläche verlaufende U-Bahn-Linie.

## Zukünftige Entwicklung

### In Bau befindliche Linien
| Linie                   | Strecke                                                        | Gepl. Eröffnung     | Länge   | Stationen |
| ----------------------- | -------------------------------------------------------------- | ------------------- | ------- | --------- |
| Linie 2 (Verlängerung)  | Vila Prudente – Penha                                          | 2025/2026           | 08,3 km | 08        |
| Linie 6                 | Brasilândia – São Joaquim                                      | 2026/2027           | 15,3 km | 15        |
| Linie 15 (Verlängerung) | Jardim Colonial – Jacu-Pêssego                                 | Mitte 2025          | 02,8 km | 02        |
| Linie 15 (Verlängerung) | Ipiranga – Vila Prudente                                       | 2027                | 01,8 km | 01        |
| Linie 17                | Morumbi – Washington Luiz mit Anschluss Aeroporto de Congonhas | 2025/2026           | 07,7 km | 08        |
| Stand: Oktober 2024     | Stand: Oktober 2024                                            | Stand: Oktober 2024 | 35,9 km | 34        |

#### Linie 2
Der Arbeitsauftrag für den Beginn der Arbeiten am Abschnitt Vila Prudente–Penha wurde am 17. Januar 2020 erteilt. Mit einer Länge von 8,3 Kilometern und 8 Stationen ist die Frist für die Fertigstellung dieses Abschnitts nun Mitte 2026, ein Jahr später als ursprünglich geplant. Anschließend wurde die Fertigstellungsfrist für den Abschnitt Vila Prudente–Vila Formosa auf Mitte 2025 vorgezogen, während der Abschnitt Vila Formosa–Penha mit einem für 2026 geplanten Fertigstellungstermin im bisherigen Zeitplan weiter gebaut wird.

#### Linie 6
Die Linie 6 mit der Linienfarbe Orange (Portugiesisch: Linha 6–Laranja) ist eine seit April 2015 im Bau befindliche Linie der Metro São Paulo. Der erste Abschnitt wird mit 15 Stationen über 15,9 Kilometer führen und die Metrostation São Joaquim der Linie 1 (Blau) mit dem Bezirk Brasilândia im Nordwesten verbinden. Der Zweig ist als „College-Linie“ bekannt, da er viele Hochschulen entlang der Strecke bedienen wird wie die Fundação Armando Alvares Penteado (FAAP), die Pontifícia Universidade Católica de São Paulo (PUC-SP) und die Universidade Presbiteriana Mackenzie. Die Linie, die ursprünglich 2021 eröffnet werden sollte, wird nach zahlreichen Verzögerungen beim Bau nunmehr voraussichtlich bis 2026 teilweise in Betrieb gehen und 2027 soll der Vollbetrieb aufgenommen werden.
In einer zweiten Phase ist die Verlängerung von São Joaquim über drei Stationen bis zum Bahnhof São Carlos geplant.

#### Linie 15
Aktuell ist der 2,8 Kilometer lange Abschnitt von Jardim Colonial über Boa Esperança nach Jacu-Pêssego im Bau. Für diese Streckenerweiterung wird an der Avenida Ragueb Chohfi ein weiteres Zugdepot gebaut, wo die 19 zusätzlichen Zuggarnituren abgestellt werden sollen. Die Eröffnung ist für 2025 geplant. Die weitere Verlängerung nach Hospital Cidade Tiradentes wird derzeit überprüft, da sie auf gemeinsame Planungen mit der Stadtverwaltung (PMSP) angewiesen ist, die den Ausbau der Estrada do Iguatemi anstrebt.
Die Verlängerung über 1,8 Kilometer am anderen Ende der Strecke bis zur Station Ipiranga der S-Bahn-ähnlichen Linie 10 der CPTM ist fertig geplant und sollte ursprünglich bis 2024 fertiggestellt sein. Hier begannen die Bauarbeiten am 8. August 2024. Aktuell wird von einer Eröffnung im Jahr 2027 ausgegangen.

#### Linie 17

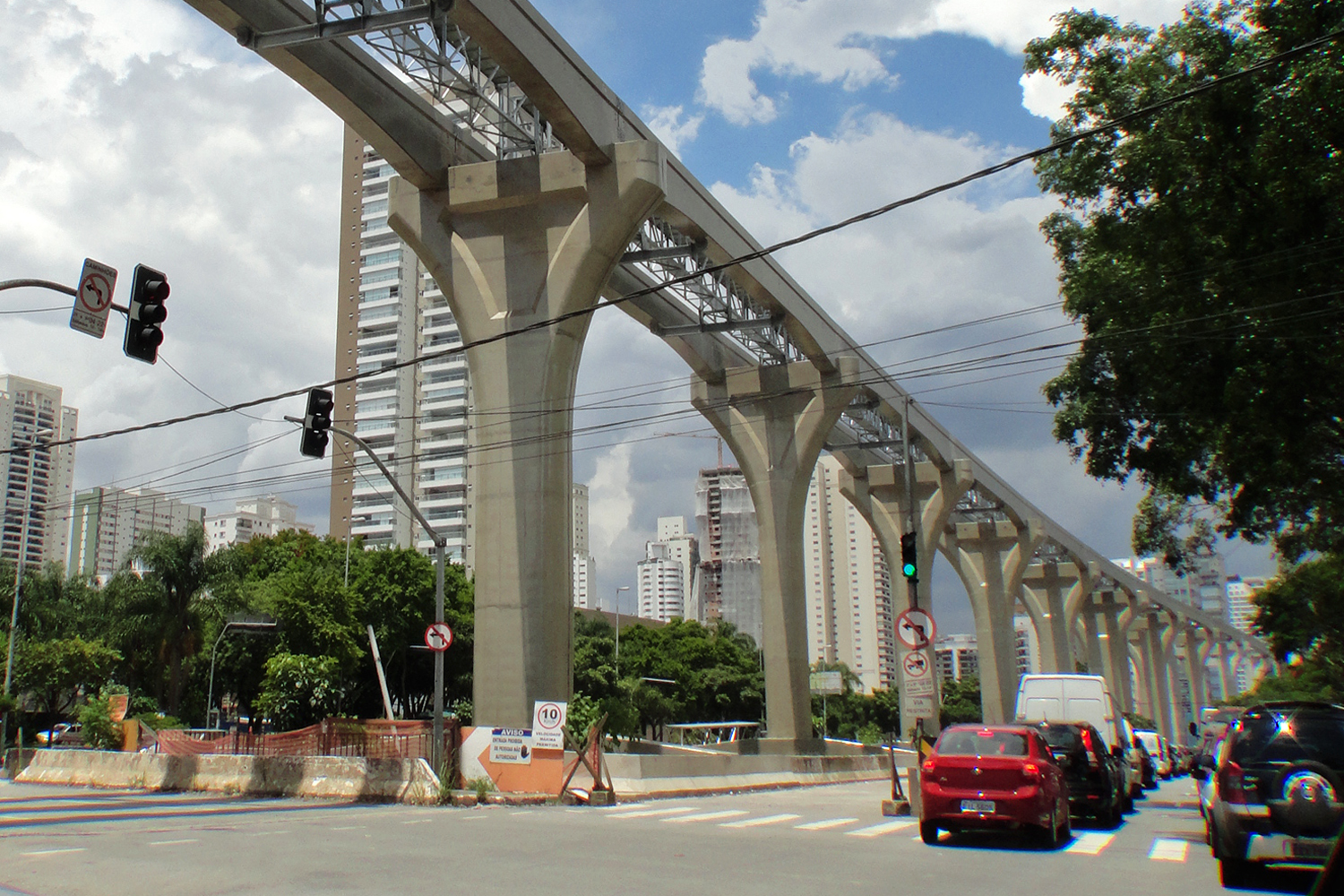
Baustelle der Linie 17 in der Avenida Jornalista Roberto Marinho im Februar 2015

Die Linie 17 ist die zweite Linie als Einschienenbahn und soll in einer ersten Phase mit 8 Stationen über 7,7 km lang sein. Der erste Bauabschnitt zwischen den Stationen Morumbi, mit Anschluss an die Linie 9, und Washington Luiz ist gegenwärtig im Bau. Der Flughafen São Paulo-Congonhas wird ebenfalls angebunden, außerdem entsteht an der Station Campo Belo ein Übergang zur Linie 5 der Metro.
Ursprünglich war die Fertigstellung für 2014 geplant, dann gab es eine mehrjährige Unterbrechung der Arbeiten, die 2020 wieder aufgenommen wurden. Aktuell (Stand: Juli 2023) wird von einer Eröffnung der Linie im Jahr 2025 oder 2026 ausgegangen.
Zwei weitere Abschnitte waren zwischenzeitlich verworfen, werden nun seit Dezember 2021 weiter geplant:
- Phase 2: Verlängerung im Südosten ebenfalls um fünf Stationen bis zur Endstation Jabaquara mit einem Anschluss an die Linie 1
- Phase 3: Verlängerung im Nordwesten um fünf Stationen bis zur Endstation São Paulo Morumbi mit einem Übergang zur Linie 4[15]

Eine nördliche Verlängerung des Flughafen-Zweiges über 3,8 Kilometer und die Station Bandeirantes bis nach São Judas mit dortigem Umsteigen in die Linie 1 wurde trotz der prognostizierten Passagierzahlen von 18.000 täglich Mitte 2020 verworfen. Diese Variante hätte gegenüber der Phase 2 zwar weniger Grundstücksankäufe bedeutet, war aber wegen der geplanten Verlängerung der Start-Landebahn technisch zu aufwändig.
Nachdem das malaysische Unternehmen Scomi Rail, bei dem zehn fünfteilige Züge bestellt wurden, das Rollmaterial nicht geliefert hatte, wurde 2019 der Vertrag gekündigt. Nach einer Kurzausschreibung erfolgte die Neuvergabe an BYD, die ihre Einschienenbahnplattform »SkyRail« um eine fünfteilige Zuggarnitur für São Paulo erweitert. Am 14. Januar 2020 wurde der neue Liefervertrag unterzeichnet und eine Fertigstellung für 2021 oder 2022 angestrebt. Tatsächlich erreichte die erste von 14 Zuggarnituren erst Ende Juni 2024 den Hafen von Santos.
Die elektrische Ausrüstung liefert Škoda Electric.

### In Planung befindliche Linien
| Linie                   | Strecke                                   | Länge   | Stationen |
| ----------------------- | ----------------------------------------- | ------- | --------- |
| Linie 2 (Verlängerung)  | Penha – Dutra                             | 04,5 km | 04        |
| Linie 2 (Verlängerung)  | Cerro Corá – Vila Madalena                | 01,0 km | 01        |
| Linie 4 (Verlängerung)  | Vila Sônia – Largo do Taboão              | 03,4 km | 02        |
| Linie 5 (Verlängerung)  | Capão Redondo – Jardim Ângela             | 04,1 km | 03        |
| Linie 6 (Verlängerung)  | São Joaquim – São Carlos/Parque da Mooca  | 03,8 km | 04        |
| Linie 6 (Verlängerung)  | Velha Campinas – Brasilânda               | 02,8 km | 03        |
| Linie 15 (Verlängerung) | Jacu-Pêssego – Hospital Cidade Tiradentes | 06,9 km | 04        |
| Linie 16                | Oscar Freire – Cidade Tiradentes          | ≈32 km  | 23        |
| Linie 17 (Phase 2)      | Washington Luiz – Jabaquara               | 0≈4 km  | 05        |
| Linie 17 (Phase 3)      | São Paulo Morumbi – Morumbi               | 0≈4 km  | 05        |
| Linie 19                | Anhangabaú – Bosque Maia                  | 17,6 km | 15        |
| Linie 20                | Santa Marina – Santo André                | 33,0 km | 24        |
| Linie 22                | Cotia – Sumaré                            | ≈29 km  | 19        |
| Stand: Oktober 2024     |                                           |         |           |

### Verworfene Planungen
| Linie                   | Strecke                              | Länge   | Stationen |
| ----------------------- | ------------------------------------ | ------- | --------- |
| Linie 1                 | Paraíso – Moema                      | 04,0 km | 03        |
| Linie 17 (Verlängerung) | Aeroporto de Congonhas – São Judas   | 03,8 km | 02        |
| Linie 18                | Tamanduateí – Estrada dos Alvarengas | ≈20 km  | 19        |
| Linie 21                | Pari – Nordestina                    | ≈21 km  | 12        |
| Stand: Juli 2024        |                                      |         |           |